# Juan Churruca
Juan Churruca Arellano (Bilbao, 1923 - 26 de octubre de 2011) fue un político y catedrático universitario español, natural del País Vasco.

## Biografía
Tras su formación como jesuita, se licenció en Derecho, Filosofía (Universidad de Valladolid) y Teología (Universidad de Innsbruck), accediendo a la docencia en la Universidad de Deusto a finales de la década de 1950. Impartió clases de historia del Derecho y derecho Romano y llegó a ser rector de la misma (1960-1961), momento en el cual se reconoció la oficialidad del centro. Su actividad como docente la completó con la de investigador, llegando a ser una autoridad en derecho romano y fundador del Instituto de Estudios Europeos de la Universidad de Deusto. Fue consejero de Educación, Universidades e Investigación en el primer gobierno Vasco presidido por José Antonio Ardanza (1985-1987).